# رزدر (احمدی)
رزدر روستایی در دهستان کوه شاه بخش احمدی شهرستان حاجی‌آباد استان هرمزگان ایران است.

## جمعیت
بر پایه سرشماری عمومی نفوس و مسکن در سال ۱۳۹۵ جمعیت این مکان ۲۱۸ نفر (۶۲خانوار) بوده‌است.